# 1210

## Родени
- 5 май – Алфонсо III, крал на Португалия
- Торос Рослин – арменски художник-миниатюрист